# Microkristallijn
In de kristallografie wordt met microkristallijn een structuur bedoeld, die zo fijn is, dat alleen microscopisch onderzoek kan aantonen dat zij uit kristallen en niet uit amorf materiaal of uit glas bestaan. Dat is met kristallijn gesteente veel duidelijker. Een voorbeeld van een microkristallijne structuur is microkristallijne cellulose of MCC, van het Engelse microcrystalline cellulose.